# Ficinia filiformis
Ficinia filiformis là loài thực vật có hoa trong họ Cói. Loài này được (Lam.) Schrad. mô tả khoa học đầu tiên năm 1832.